# ヤング映像クリエーターを励ます賞
ヤング映像クリエーターを励ます賞（ヤングえいぞうクリエーターをはげますしょう）は、日本映像事業協会主催の賞である。

## 概要
放送・広告業界の業界団体、日本映像事業協会に加盟する会社に所属する若い映像クリエーターたちの才能を更に伸ばすための場として、2000年に組合の創立5周年と加盟社数が100社を超えたことを記念して創設。
毎年秋に募集、1月に表彰式が行われている。
第5回（平成15年度）からは、経済産業省から「経済産業大臣奨励賞」が授与されていて、第16回（平成26年度）からは、名称を「経済産業大臣賞」に変更している。
- 主催：日本映像事業協会
- 後援：経済産業省、NHK、日本テレビ放送網、テレビ朝日、TBSテレビ、テレビ東京、フジテレビジョン、放送文化基金、放送批評懇談会、放送番組センター[1]

## 応募資格
日本映像事業協会に加盟する会社の社員および契約社員で、番組製作に責任を持つ30歳以下のプロデューサーあるいはディレクターの作品。（年齢は「放送時」）
作品は過去1年間（前年11月1日 - 10月31日）に、地上波、BS、CS、ケーブルテレビなどで放送された番組（CMを含む）であれば放送時間などの制約は一切ない。
原則として「番組」ごとでの応募になるが、企画コーナー請けである場合は、番組の一部コーナーを作品として応募することも可能。

## 審査方法
第一線の現場で活躍するディレクター、プロデューサー、放送作家、評論家などで構成される6名前後の審査委員によって審査される。
応募作品の中から優秀賞として若干数を選抜。更に内1本を最優秀賞である「経済産業大臣奨励賞」とする。
また、応募作品中、優秀賞に及ばないながらも若い才気に溢れた作品には「ホープ賞」が授与される。（若干数）

## 主な審査委員
- 澤田隆治（テレビランド／第1回〜）※審査委員長
- 岩立良作（オフィスぼくら／第6回〜）
- 北尾泰博（ティーヴィボックス／第6回〜）
- 友房克文（クリエイティブネクサス／第7回〜）
- 菊池誠（アズバーズ／第9回〜）
- 指田貴行（アズバーズ／第7〜8回）
- 簾畑健治（日本テレワーク／第6〜7回）
- 大森美孝（日本テレビエンタープライズ／第6回）
- 照喜名隆（ザ・ワークス／第4〜5回）
- 中井秀範（吉本興業／第4〜5回）
- 石井清（作家・評論家／第3〜5回）
- 横澤彪（吉本興業／第2〜3回）
- 関口恭司（テレビ朝日クリエイト／第2〜5回）
- 岡田裕（アルゴ・ピクチャーズ／第2回）
- 堀田哲郎（上・JOE／第1〜5回）
- 井川幸広（クリーク・アンド・リバー社／第1回）
- 小嶋昭男（テレテック／第1回）
- 森澤広明（ウッドオフィス／第1回）

## 受賞者
| ヤング映像クリエーターを励ます賞 | ヤング映像クリエーターを励ます賞 | ヤング映像クリエーターを励ます賞                                                                                                   | ヤング映像クリエーターを励ます賞 | ヤング映像クリエーターを励ます賞                                                                                                   | ヤング映像クリエーターを励ます賞                                                                                                   |
| 回                               | 年度                             | | | | |
| -------------------------------- | -------------------------------- | --- | --- | --- | --- |
| 1                                | 平成11年                         | 江草和則（J.V.プロデュース） 大浦剛（ラ・シック） 笠間崇（日本テレビビデオ） 坂井朋子（スーパーテレビジョン） 中村克之（東阪企画） | 江草和則（J.V.プロデュース） 大浦剛（ラ・シック） 笠間崇（日本テレビビデオ） 坂井朋子（スーパーテレビジョン） 中村克之（東阪企画）      | 江草和則（J.V.プロデュース） 大浦剛（ラ・シック） 笠間崇（日本テレビビデオ） 坂井朋子（スーパーテレビジョン） 中村克之（東阪企画） | 江草和則（J.V.プロデュース） 大浦剛（ラ・シック） 笠間崇（日本テレビビデオ） 坂井朋子（スーパーテレビジョン） 中村克之（東阪企画） |
| 2                                | 平成12年                         | 久保田克重（エムファーム） 武川考行（双八） 松居宏和（ウッドオフィス） 峰添忠（クリエイティブネクサス）                            | 久保田克重（エムファーム） 武川考行（双八） 松居宏和（ウッドオフィス） 峰添忠（クリエイティブネクサス）                                 | 久保田克重（エムファーム） 武川考行（双八） 松居宏和（ウッドオフィス） 峰添忠（クリエイティブネクサス）                            | 久保田克重（エムファーム） 武川考行（双八） 松居宏和（ウッドオフィス） 峰添忠（クリエイティブネクサス）                            |
| 回                               | 年度                             | 優秀賞 | 優秀賞 | ホープ賞 | ホープ賞 |
| 3                                | 平成13年                         | 芦田政和（ジャンプコーポレーション） 如澤大介（ジッピー・プロダクション）                                                          | 芦田政和（ジャンプコーポレーション） 如澤大介（ジッピー・プロダクション）                                                               | 上田菜生（メディアミックス・ジャパン） 児玉知（ジェイオーイー） 西田亮（スーパーテレビジョン） 宮嶋隆夫（東阪企画）                | 上田菜生（メディアミックス・ジャパン） 児玉知（ジェイオーイー） 西田亮（スーパーテレビジョン） 宮嶋隆夫（東阪企画）                |
| 4                                | 平成14年                         | 長友祐介（クリエイティブネクサス） 永山良介（パームクリエイティブ）                                                                | 長友祐介（クリエイティブネクサス） 永山良介（パームクリエイティブ）                                                                     | 大喜多高志（上－JOE－） 針谷勉（J.V.プロデュース） 望月真喜（スーパーテレビジョン）                                                | 大喜多高志（上－JOE－） 針谷勉（J.V.プロデュース） 望月真喜（スーパーテレビジョン）                                                |
| 回                               | 年度                             | 経済産業大臣奨励賞 | 優秀賞 | ホープ賞 | 努力賞 |
| 5                                | 平成15年                         | 岡﨑愛司 （ヌーベルバーグ） | 笠井秀樹（ウッドオフィス） 加藤由香里（クリエイティブネクサス） 門平直子（パームクリエイティブ）                                        | | |
| 6                                | 平成16年                         | 荒木慶太 （日本テレワーク） | 工藤啓太（ネクストワン） 坪内大輔（パームクリエイティブ） 成瀬貴紀（クリエイティブネクサス）                                            | | |
| 7                                | 平成17年                         | 谷知明 （ティーヴィボックス） | 浅井千瑞（メディアミックス・ジャパン） 伊集院要（クリエイティブネクサス） 藤極忠晴（ジャンプコーポレーション）                          | | |
| 8                                | 平成18年                         | 太田勇 （テレビ東京制作） | 田中大瑞（クリエイティブネクサス） 深川貴志（ヒューマンフライト） 山ノ内聡子（ヒューマンフライト） 吉村博徳（ライコー）                 | | |
| 9                                | 平成19年                         | 岩見和弘 （NHKエンタープライズ）                                                                                                   | 境一敬（日テレアックスオン） | | |
| 10                               | 平成20年                         | 五歩一勇治 （日テレアックスオン）                                                                                                  | 伊東亜由美（NHKエンタープライズ） 橋本芙美（共同テレビジョン） 木塚圭司（スーパーテレビジョン） 山本喜彦（メディアミックス・ジャパン）  | 山脇由紀子 （ティーヴィボックス）                                                                                                  | |
| 11                               | 平成21年                         | 伊藤嘉彦 （アクシーズ） | 浜田圭（朝日メディアブレーン） 清水利之（ウッドオフィス） 神森万里江・中川裕規・廣上佳奈（C・A・L） 柏瀬絢（テレビ朝日映像）            | | |
| 12                               | 平成22年                         | 林大輔 （テレビ朝日映像） | 福岡昌文（ウッドオフィス） 後藤勝利（共同テレビジョン） 外園大輔（クリエイティブネクサス） 新井順子（ドリマックス・テレビジョン）       | | 舟岡絵理 （ケーブルテレビ山形） |
| 13                               | 平成23年                         | 遠藤俊太郎 （NHKエンタープライズ）                                                                                                 | 佐藤慶子（アクシーズ） 小林宙（共同テレビジョン） 山脇由紀子（ティーヴィボックス） 半沢暁人（パームクリエイティブ）                     | 藤村潤 （日テレアックスオン） | |
| 14                               | 平成24年                         | 河野美里 （ホリプロ） | 伊与田俊（ウッドオフィス） 大矢啓太（社員） 竹下郁子（NEXTEP） 西川裕之（NEXTEP）                                                       | 鈴木皓大 （ケーブルテレビ山形） | 橋波大志 （アルファ・グリッド） |
| 15                               | 平成25年                         | 鈴木亜希乃 （日テレアックスオン）                                                                                                  | 相沢あやさ（NHKエンタープライズ） 高明希（日テレアックスオン） 佐藤洋輔（NHKエンタープライズ）                                          | 小段好 （c-block） | 村松遊介 （朝日メディアブレーン）                                                                                                  |
| 回                               | 年度                             | 経済産業大臣賞 | 優秀賞 | ホープ賞 | 努力賞 |
| 16                               | 平成26年                         | 宮良純子 （日テレアックスオン） | 轟千恵子（トスプランニング） 鹿取真央（日テレアックスオン） 木曽貴美子（メディアミックス・ジャパン）                                    | 朱秀美 （TimeWarp） | 稲本亜希子 （日テレアックスオン）                                                                                                  |
| 17                               | 平成27年                         | 錫木亮 （NEXTEP） | 太田江梨子（クリエイティブネクサス） 枝見洋子（日テレアックスオン） 小林そら（NEXTEP）                                                  | | 久保田智咲 （クリエイティブネクサス）                                                                                              |
| 18                               | 平成28年                         | 鈴木亜希乃 （日テレアックスオン）                                                                                                  | 林咲希（クリエイティブネクサス） 尾嶌幸佑（スーパーテレビジョン） 鶴田光（テレビ朝日映像） 遠藤寿寛（日テレアックスオン）               | | 二上貴文 （オイコーポレーション）                                                                                                  |
| 19                               | 平成29年                         | 飯塚淳 （NHKエデュケーショナル）                                                                                                   | 後藤遷也（NHKエンタープライズ） 竹内みなみ（TBSビジョン） 三宅麻希（TBSビジョン） 阿部野晃久（テレビ朝日映像） 高木泉（テレビ朝日映像） | 山口阿子 （ウッドオフィス） 上野章裕 （日テレアックスオン）                                                                        | |
| 20                               | 平成30年                         | 谷口彦薫 （テレビ朝日映像） | 尾川徹（TBSスパークル） 小林哲平（日テレアックスオン）                                                                                  | 飛田陽子 （NHKグローバルメディアサービス） 細田謙二 （テレビ朝日映像）                                                             | 平尾陽祐 （テレビクリエイションジャパン） 菅和也 （日テレアックスオン）                                                            |
| 21                               | 令和元年                         | 大田雄史 （NHKエンタープライズ）                                                                                                   | 山口阿子（ウッドオフィス） 玉林亜理（NHKエデュケーショナル） 小村直之（日テレアックスオン） 岡本将太（NEXTEP）                          | 関駿（テレビ朝日映像） | 松本凌・島田遼 （TBSスパークル）                                                                                                   |
| 22                               | 令和2年                          | 梅澤慶光 （テレビ朝日映像） | 高田里佳子（NHKグローバルメディアサービス） 神坂令奈（クリエイティブネクサス） 三本千晶（テレパック）                                   | 齋藤早希（ザ・ワークス） | |